# سم اسماعیل
سم اسماعیل (انگلیسی: Sam Esmail؛ زادهٔ ۱۷ سپتامبر ۱۹۷۷) کارگردان، فیلم‌نامه‌نویس و تهیه‌کننده مصری-آمریکایی است. او بیشتر برای ساختن مجموعه تلویزیونی آقای ربات (۲۰۱۵–۲۰۱۹) شناخته شده‌است.
سم اسماعیل در سال ۲۰۱۷ با امی رسوم ازدواج کرد و اکنون نیز همراه با او در نیویورک زندگی می‌کند. اسماعیل و رسوم پیش از این به عنوان کارگردان و بازیگر در فیلم دنباله‌دار با یکدیگر همکاری کرده بودند. اسماعیل برای مدت طولانی با بیماری اختلال اضطراب اجتماعی درگیر بود که به گفته خودش، رسوم به او برای غلبه بر این مشکل بسیار کمک کرد. اسماعیل از این تجربه خود در طراحی شخصیت الیوت آلدرسون در آقای ربات نیز استفاده کرد.
از دیگر آثار اسماعیل، می‌توان به سریال هوم کامینگ اشاره کرد.